# Cerynea disjunctaria
Cerynea disjunctaria är en fjärilsart som beskrevs av Walker 1861. Cerynea disjunctaria ingår i släktet Cerynea och familjen nattflyn. Inga underarter finns listade i Catalogue of Life.